# Imre Gyöngyössy
Imre Gyöngyössy est un réalisateur hongrois né le 25 février 1930 à Pécs et mort le 1er mai 1994 à Budapest.

## Biographie
Imre Gyöngyössy est diplômé de l'École supérieure d'art dramatique et cinématographique (Színház- és Filmművészeti Főiskola) de Budapest en 1960.

## Filmographie
- 1966 : Aranysárkány (hu)
- 1968 : Férfi arckép
- 1969 : Virágvasárnap
- 1972 : Meztelen vagy
- 1974 : Szarvassá vált fiúk
- 1975 : Várakozók
- 1978 : Havasi selyemfiú
- 1978 : Két elhatározás
- 1980 : Töredék az életröl
- 1981 : Pusztai emberek
- 1983 : La Révolte de Job (Jób lázadása)
- 1984 : Yerma
- 1985 : Add tudtára fiaidnak
- 1987 : Boat People
- 1988 : Cirkusz a holdon
- 1992 : Fünfzig Jahre Schweigen: Deutsche in der UDSSR
- 1993 : Holtak szabadsága
- 1994 : Halál sekély vízben